# Curtara scela
Curtara scela är en insektsart som beskrevs av Delong och Freytag 1976. Curtara scela ingår i släktet Curtara och familjen dvärgstritar. Inga underarter finns listade i Catalogue of Life.